# Loi relative à l'enseignement supérieur et à la recherche
Lire en ligne

Loi no 2013-660 du 22 juillet 2013 relative à l'enseignement supérieur et à la recherche sur Légifrance

Loi de programme pour la recherche (2006) Loi de programmation de la recherche pour les années 2021 à 2030 (2020)
La loi relative à l’enseignement supérieur et à la recherche a été promulguée en France le 22 juillet 2013. Préparée par la ministre socialiste de l’Enseignement supérieur et de la Recherche Geneviève Fioraso, elle retouche certaines dispositions créées par des gouvernements de droite, notamment la loi de programme pour la recherche de 2006 et la loi relative aux libertés et responsabilités des universités de 2007, mais sans remettre en cause les grands principes comme l’autonomie et la coopération des universités.

## Élaboration de la loi

### Concertation
Lors de l’élection présidentielle de 2012, François Hollande promet de revoir les premiers cycles universitaires, d’améliorer la condition étudiante, de faire des efforts pour les doctorants et jeunes docteurs ou encore d'avoir un financement des universités permettant de corriger les déséquilibres. Cette réforme de la loi relative aux libertés et responsabilités des universités, votée en 2007, ne reviendra pas sur le principe d’autonomie des universités.
Peu après l’élection, Geneviève Fioraso, ministre de l’Enseignement supérieur et de la Recherche lance les « assises de l’Enseignement supérieur et de la Recherche » lors du Conseil des ministres du 11 juillet. Cette période de concertation avec la communauté universitaire repose sur un comité de pilotage indépendant et présidé par Françoise Barré-Sinoussi, chercheuse internationalement reconnue. Vincent Berger, président de l’université Paris VII - Diderot, en est le rapporteur. Ce comité rend son rapport le 17 décembre 2012, il formule 135 propositions.
Certaines dispositions ont fait l’objet de critiques. Par exemple le rôle important du conseil académique pourra affaiblir le président de l’université, selon la conférence des présidents d'université, le syndicat national de l'enseignement supérieur et l’union nationale des étudiants de France. Le rattachement des classes préparatoires aux universités, un temps évoqué, a été retiré du texte face à la réaction des enseignants de prépa.
Certains sujets ne sont pas abordés, comme la sélection à l’université.
Le texte est présenté en Conseil des ministres le 20 mars 2013.

### Discussion au Parlement

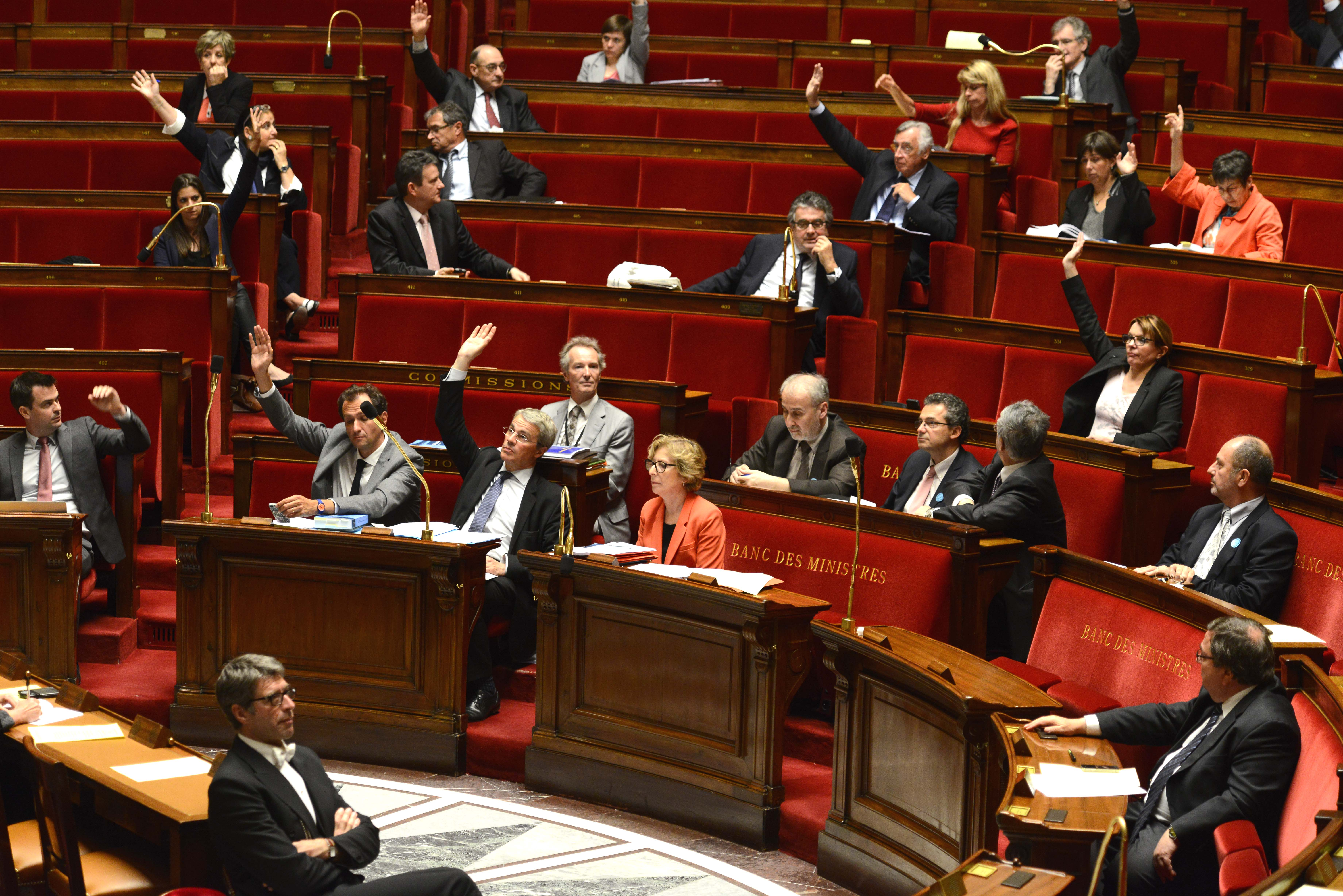
Olivier Véran, rapporteur pour avis de la Commission des Affaires sociales, Vincent Feltesse, rapporteur de la Commission des Affaires culturelles et de l’Éducation, Patrick Bloche, président de la Commission des Affaires culturelles et de l’Éducation et Geneviève Fioraso, ministre de l’Enseignement supérieur et de la Recherche, au premier rang le 22 mai 2013 à l’Assemblée nationale.

La première lecture à l’Assemblée nationale s’est déroulée en 29 heures de discussion. Le texte n’a pas été voté par les députés UMP, UDI ni Front de Gauche et EELV. À l’exception de la polémique sur l’introduction de l'anglais dans les cours universitaires, les débats n’ont pas mobilisé les foules. À peine une trentaine de députés étaient présents dans l’hémicycle. Même Valérie Pécresse (UMP), initiatrice de la loi relative aux libertés et responsabilités des universités, retouchée par le nouveau projet de loi, était, la plupart du temps, absente. Le texte est adopté le 28 mai. Le Sénat l’adopte à son tour le 21 juin, puis la commission mixte paritaire le 26 juin. Le texte de cette commission est définitivement adopté par le Sénat le 3 juillet, et par l’Assemblée le 9 juillet. La loi est promulguée le 22 juillet.

## Contenu de la loi

### Missions du service public de l'Enseignement supérieur et de la Recherche
Le premier titre de la loi contient des dispositions générales comme l’enseignement en langue française ou l’utilisation de logiciels libres. Le ministre chargé de l’Enseignement supérieur assure la coordination de l’enseignement et élabore une stratégie nationale de l’enseignement supérieur, révisée tous les cinq ans.
De même, le ministre chargé de la Recherche élabore une stratégie nationale de recherche, révisée tous les cinq ans.

### Les formations de l'Enseignement supérieur
La loi clarifie certaines dispositions sur les stages, qui n’existaient alors que dans le règlement, ou qui étaient différentes selon le lieu du stage.
Le premier cycle de l’enseignement supérieur sera dans la continuité des enseignements dispensés au lycée et se voit ajouter une nouvelle finalité : « accompagner tout étudiant dans l’identification et dans la constitution d’un projet personnel et professionnel, sur la base d'un enseignement pluridisciplinaire et ainsi d’une spécialisation progressive des études ». Cette mention permet d’instaurer une licence plus généraliste, et dont les dénominations seront limitées et fixées nationalement,.
Le recteur d’académie prévoit, pour l’accès aux sections de techniciens supérieurs et aux instituts universitaires de technologie, respectivement un pourcentage minimal de bacheliers professionnels et un pourcentage minimal de bacheliers technologiques. Sur la base de leurs résultats au baccalauréat, les meilleurs élèves par filière de chaque lycée bénéficient d’un droit d’accès dans les formations sélectives de l’enseignement supérieur public,.
Les élèves inscrits dans une classe préparatoire aux grandes écoles d’un lycée public devront également s’inscrire dans une formation proposée par l’un des établissements publics à caractère scientifique, culturel et professionnel ayant conclu une convention avec ce lycée,.
Le ministre n’habilitera plus les diplômes, mais accréditera les établissements,,.
À titre expérimental, pour une durée de six ans, les universités peuvent adapter les modalités d’admissions dans les études de santé (médicales, odontologiques, pharmaceutiques et maïeutique). En particulier il est possible dans le cadre de cette expérimentation d’accéder à la deuxième ou troisième année de ces études via le cursus licence, et donc sans passer par le concours de fin de première année commune aux études de santé. Jusqu’alors, les admissions parallèles dans les études de santé étaient uniquement possibles pour les titulaires d’un master, ou d’un doctorat scientifique ou d’un diplôme d’ingénieur.

### Les établissements de l'Enseignement supérieur

#### Gouvernance des universités
La loi prévoit quelques changements dans la gouvernance des universités.
La composition du conseil d’administration est modifiée :
| Nombre de membres                            | Loi Savary   | Loi LRU    | Loi ESR    |
| -------------------------------------------- | ------------ | ---------- | ---------- |
| Enseignants chercheurs et assimilés          | de 40 à 45 % | de 8 à 14  | de 8 à 16  |
| Personnalités extérieures                    | de 20 à 30 % | 7 ou 8     | 8          |
| Étudiants et personnes en formation continue | de 20 à 25 % | de 3 à 5   | 4 ou 6     |
| IATOS                                        | de 10 à 15 % | 2 ou 3     | 4 ou 6     |
| Total                                        | de 30 à 60   | de 20 à 30 | de 24 à 36 |

Le conseil scientifique et le conseil des études et de la vie étudiante sont transformés respectivement en commission recherche et en commission formation. Réunies, celles-ci forment le conseil académique. Ces instances auront désormais, outre un rôle consultatif, des compétences propres fixées par la loi. À condition toujours que les décisions prises soient sans incidence financière. Un conseil des directeurs de composantes est créé. La parité est obligatoire pour les élections universitaires.

#### Coordination territoriale
La loi prévoit que « la coordination territoriale est organisée par un seul établissement d'enseignement supérieur pour un territoire donné [académique ou interacadémique] ».
Chaque établissement public d’enseignement supérieur doit participer à une coordination qui peut être sous la forme :
- d’une fusion d’établissement,
- de la participation à une communauté d'universités et établissements,
- d’une association à un établissement public à caractère scientifique, culturel et professionnel[loi 11].

Un seul contrat pluriannuel d’établissement sera conclu entre le ministre chargé de l’Enseignement supérieur et les établissements regroupés,.
La communauté d’universités et établissements est un nouveau type d’établissement public à caractère scientifique, culturel et professionnel ; dans le même temps, les pôles de recherche et d'enseignement supérieur, les réseaux thématiques de recherche avancée et les établissements publics de coopération scientifique, créés par la loi de programme pour la recherche de 2006, sont supprimés.

#### Les établissements privés
La loi prévoit que les formations de médecine, de pharmacie, d’odontologie et de maïeutique et les formations paramédicales sont soumises à l’agrément conjoint des ministres chargés de l’Enseignement supérieur et de la Santé. Cet article vise en particulier l’établissement privé Fernando Pessoa ouvert en 2012.
Les établissements privés « à but non lucratif » peuvent, à leur demande, être reconnus par l’État en tant qu’« établissements d’enseignement supérieur privés d’intérêt général » ; ils peuvent alors conclure avec l’État un contrat pluriannuel d’établissement, de la même façon que les EPSCP.

### Dispositions relatives à la recherche
Le Haut Conseil de l'évaluation de la recherche et de l'enseignement supérieur est créé, c’est une autorité administrative indépendante. Il est chargé d’évaluer les établissements, les unités de recherches et les formations,. Il remplace l’Agence d'évaluation de la recherche et de l'enseignement supérieur créée par la loi de programme pour la recherche de 2006.
Le Conseil stratégique de la recherche est créé, il propose les grandes orientations de la stratégie nationale de recherche et participe à l’évaluation de leur mise en œuvre. Il succède au Haut Conseil de la science et de la technologie créé par la loi de programme pour la recherche de 2006.
Le doctorat devra être reconnu en tant qu’expérience professionnelle, pour concours et procédures de recrutement dans les corps et cadres d’emplois de catégorie A,.

## Modifications ultérieures
Le texte sur les stages est modifié par la loi no 2014-788 du 10 juillet 2014 tendant au développement, à l’encadrement des stages et à l’amélioration du statut des stagiaires.